# エリゴネ (小惑星)
エリゴネ (163 Erigone) は、小惑星帯に位置する大きくて暗い小惑星の一つ。エリゴネ族の一つである。
1876年4月26日にフランスの天文学者、アンリ・ジョセフ・ペロタンにより発見され、ギリシア神話に登場する2人のエリゴネにちなんで命名された。